# عقرب‌های آبی
عقرب‌های آبی (نام علمی: Mixopteroidea) نام یک بالاخانواده از خانواده پهن‌بالان است.